# Войвода
Войвода (болг. Войвода) — село в Болгарии. Находится в Шуменской области, входит в общину Нови-Пазар. Население составляет 537 человек.

## Политическая ситуация
В местном кметстве Войвода, в состав которого входит Войвода, должность кмета (старосты) исполняет Исмаил Талиб Заид (Движение за права и свободы (ДПС)) по результатам выборов.
Кмет (мэр) общины Нови-Пазар — Васил Еленков Тонев (Болгарская социалистическая партия (БСП)) по результатам выборов в правление общины.